# Hanns Möller-Witten
Hanns Möller-Witten (* 16. Mai 1901 in Witten; † 1. Juli 1966 ebenda) war ein deutscher Militärschriftsteller und Journalist.

## Leben
Der Sohn eines Unternehmers wuchs in Witten auf, wo er bereits als Schüler unter einem Pseudonym für die Ortszeitung schrieb. Nach dem Abitur studierte Möller zunächst für zwei Semester Agrarwissenschaften in Münster. Anschließend nahm er das Studium der Geschichte an der Universität Leipzig auf. Dort wurde er Mitglied der Studentenverbindung Landsmannschaft Suevia.
Während des Studiums wandte Möller seine Aufmerksamkeit der Kriegsgeschichte zu, insbesondere der des Ersten Weltkrieges, an dem er 1918 noch als Soldat teilgenommen hatte. Er engagierte sich in der 1923 gegründeten Wittener Abteilung des monarchistisch-nationalistischen Preußenbundes. Möller leitete dort die Jugend- und Schülerorganisation, die Heimatabende abhielt und halbmilitärische Gepäckmärsche und Schießübungen veranstaltete. Bereits 1925 nahm er Kontakt mit Franz Pfeffer von Salomon auf, dem Gauleiter der NSDAP in Westfalen. Möller und von ihm abhängige Knappschaften seien entweder bereits Mitglieder von NSDAP bzw. SA oder gesonnen, beizutreten. Der Wittener Preußenbund trat 1929 geschlossen zur SA über. Das Wittener Tageblatt veröffentlichte in dieser Zeit Erzählungen von Möller. Der Historiker Heinrich Schoppmeyer nimmt eine Erzählung von 1926 als Beispiel für die Gefühls- und Gedankenwelt der jungen Mitglieder des Wittener Preußenbundes und charakterisiert sie als „jugendlich-pubertären Schwulst“, bei dem „falsche Ritter- und Burgenromantik“ Möller die Feder geführt habe. „Dahinein mischten sich germanische Charakteristika (oder was Möller dafür hielt)“ und andere Klischees.
Nach der Gründung der „Ritterschaft des Ordens Pour le Mérite“ wurde er unter Geschäftsführer Friedrich Karl von Witzleben (1867–1947) der Sekretär der Ritterschaft. Auch nach dem Zweiten Weltkrieg führte er die Ordenskanzlei der Ritterschaft. Neben 25 Regimentsgeschichten, die er im Auftrag des Offizierskorps verfasste, veröffentlichte Möller-Witten tausende militärbiographische Aufsätze zu Offizieren und Beiträge in Zeitungen und Zeitschriften. Als sein Hauptwerk gilt ein zweibändiges biographisches Werk zu den Rittern des Pour le Mérite aus dem Jahr 1935. Während des Zweiten Weltkrieges verlor er sein persönliches Archiv. Er soll beabsichtigt haben, ein ähnliches Werk wie über die Ritter des Pour le Mérite über die Ritterkreuzträger zu verfassen.
Im Zweiten Weltkrieg schrieb er Propagandaschriften wie „Der Preuße aus Hannover – Scharnhorst, der Schöpfer deutscher Wehrkraft“, nach 1945 für die Groschenheft-Reihe „Der Landser“. Möller-Witten war zeitweise für das militärpolitische Ressort der Deutschen National-Zeitung verantwortlich und entsprechend im militaristischen und rechtsgerichteten Umfeld tätig.
Bis 1968 führte er als Redakteur die Zeitschrift OASE des Verbandes Deutsches Afrika-Korps.

## Veröffentlichungen (Auswahl)
- Geschichte der Ritter des Ordens „Pour le mérite“ im Weltkrieg. 2 Bände, Bernard & Graefe, Berlin 1935.
- Kampf und Sieg eines Jagdgeschwaders. Bernard & Graefe, Berlin 1939.
- Fritz von Below, General der Infanterie. Ein Lebensbild. Bernard & Graefe, Berlin 1939.
- Der Preuße aus Hannover. Scharnhorst, der Schöpfer deutscher Wehrkraft. Lühe, Leipzig 1942.
- Ran an den Feind! Mittler, Berlin 1943
- mit Josef Folttmann: Opfergang der Generale: Die Verluste der Generale und Admirale und der im gleichen Dienstrang stehenden sonstigen Offiziere und Beamten im Zweiten Weltkrieg. Bernard & Graefe, Berlin, 1957.
- Soldatengeschichten Männer und Taten. Ritterkreuzträger erzählen. Julius Friedrich Lehmann, 1959.
- Mit dem Eichenlaub zum Ritterkreuz. Pabel, Rastatt 1962.